# بخش یورک (شهرستان مورگان، اوهایو)
بخش یورک (به انگلیسی: York Township) یک منطقهٔ مسکونی در ایالات متحده آمریکا است که در شهرستان مورگان، اوهایو واقع شده‌است.
 بخش یورک ۶۳٫۶ کیلومتر مربع مساحت و ۹۵۸ نفر جمعیت دارد و ۲۷۷ متر بالاتر از سطح دریا واقع شده‌است.